# Royal Aquarium

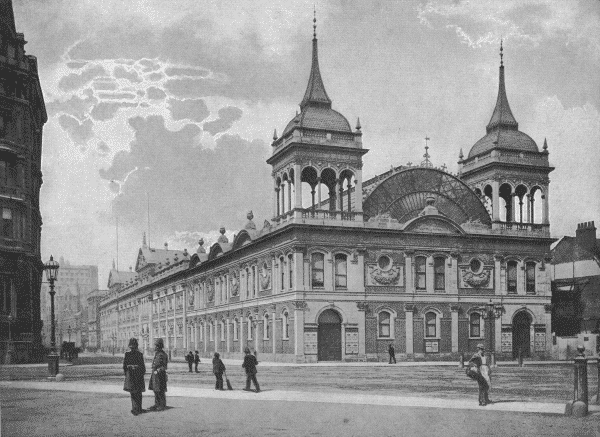
Das Royal Aquarium bei seiner Eröffnung im Jahre 1876

Das Royal Aquarium and Winter Garden war eine Vergnügungsstätte in Westminster, London. Das Gebäude wurde 1876 eröffnet und 1903 abgerissen. Das Aquarium Theatre befand sich im westlichen Teil des Gebäudes und wurde 1879 in Imperial Theatre umbenannt. Heute befindet sich an dieser Stelle die Westminster Central Hall.

## Geschichte

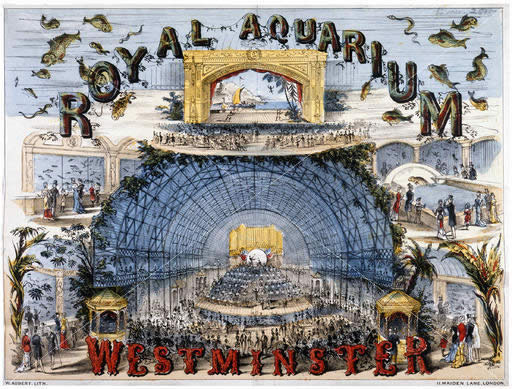
Werbeplakat für das Royal Aquarium

Das Royal Aquarium wurde am 22. Januar 1876 eröffnet und befand sich nordwestlich der Westminster Abbey in der Tothill Street. Das Gebäude wurde von Alfred Bedborough in einem ornamentalen Stil entworfen und war mit Portland-Stein verkleidet. Zum Vorstand der Eigentümergesellschaft gehörten der Finanzier und Journalist Henry Labouchère, der Unternehmer William Whiteley sowie der Komponist Arthur Sullivan. Hier sollten, wie im Crystal Palace, Kunstausstellungen, Konzerte und Theaterstücke stattfinden, neben weiteren Unterhaltungsangeboten.
Der Bau des Gebäudes kostete 200.000 Pfund. Es war teuer im Unterhalt, da es 300 fest angestellte und weitere 700 gelegentliche Mitarbeiter beschäftigte. Es wurde am 2. Januar 1876 von der Herzogin von Edinburgh eröffnet.
Die Haupthalle war 104 m lang und 49 m breit. Ihre Decke bestand aus Eisen und Glas. Sie war mit Palmen, Springbrunnen, Skulpturen, 13 großen Wasserbecken für Fische und andere Tiere ausgestattet, und es gab einen Orchestergraben für 400 Musiker. Rund um die Haupthalle befanden sich Räume zum Essen, Rauchen, Lesen und Schachspielen sowie eine Kunstgalerie, eine Eislaufbahn und ein Theater. Die Aquarien wurden mit einem aufwändigen System mit Süß- und Meerwasser aus vier in den Fundamenten versenkten Zisternen gespeist. Das System stieß schnell auf Probleme, so dass in den großen Becken keine Fische eingesetzt werden konnten, was zu steten Witzeleien Anlass gab.
Im Jahr 1877 kam ein Wal aus Kanada im Royal Aquarium an. Da er falsch transportiert worden war – während der Überfahrt über den Atlantik lag er auf dem offenen Deck und wurde alle fünf Minuten mit Meerwasser übergossen –, kam er mit einer schweren Erkältung in London an und starb nach vier Tagen.
Das anspruchsvolle Programm des Aquarium mit Kunstausstellungen und klassischer Musik kam beim Publikum nicht an. In den 1890er Jahren geriet das Aquarium zudem wegen dort promenierender Prostituierten in Verruf. Es wurden profitable Varieté- und Musikdarbietungen angeboten, und vor allem für seine sensationellen Zirkus- und anderen Darbietungen wurde das Aquarium berühmt. Die Programme der Unterhaltungen waren auf Seide gedruckt. Der Schausteller und Seiltänzer William Leonard Hunt, bekannt als „The Great Farini“, bot ab 1877 viele dieser Nummern an. Eine der berühmtesten war die junge weibliche menschliche Kanonenkugel, Rosa Matilda Richter alias Zazel, die aus einem von Farini entworfenen Apparat geschleudert wurde. Der später populäre britische Komiker, Sänger und Schauspieler George Robey hatte 1891 seinen ersten Auftritt im Aquarium.
Zwischen dem 18. November und dem 31. Dezember 1895 fanden insgesamt 29 Tage mit Radrennen für Frauen auf einer mobilen Radrennbahn im Aquarium statt, weitere Rennen folgten im Januar 1896. Die Wettbewerbe waren international und zogen Fahrerinnen aus Frankreich, Belgien, England, Schottland und aus Kanada an. Die meisten von ihnen waren erfahrene Rennfahrerinnen. Das Sechstagerennen, das die Veranstaltung eröffnete und vom 18. bis 30. November stattfand, war die beliebteste Veranstaltung im Programm. Die Tageskilometer der Teilnehmerinnen wurden im Laufe des Rennens zu ihren Gesamtkilometern addiert, wobei die größte Gesamtdistanz am letzten Tag die Siegerin bestimmte. Am sechsten und letzten Tag war das Rennen komplett ausverkauft. Siegerin wurde die junge Engländerin Monica Harwood, die erst wenige Monate zuvor das Fahrradfahren erlernt hatte, vor der Französin Lisette Marton; den dritten Platz belegte Marie Cannoe (oder Cannoc).

„In der Tat waren die Attraktionen des Ortes schon bald sehr zweifelhaft (‚fishy‘). Die Damen spazierten dort ohne Begleitung eines männlichen Freundes auf und ab (bis sie vielleicht einen fanden), und die Attraktivität der Direktion für Sensationslustige war in der Tat sehr groß. Halbnackte Damen sprangen vom Dach oder wurden aus einer Kanone geschossen oder saßen behaart in einem Käfig und nannten sich ‚Missing Links‘. Zulus, Gorillas, fastende Menschen, boxende Menschen und boxende Kängurus lösten einander in rasantem Wechsel ab und schafften es nicht rechtzeitig, attraktiv zu sein.“

Schließlich rentierte sich der Betrieb des riesigen Gebäudes nicht mehr, und sein Abriss wurde beschlossen. Am 2. Februar 1903 hielten die Methodisten in dem Vergnügungspalast eine Versammlung ab, um den Kauf des Gebäudes zu feiern, und vom 9. bis 17. Februar wurde die Ausstattung des Aquariums in 1.691 Losen von E. & H. Lumley versteigert. Unter anderem wurden 100 Tonnen Eisengitter und Heißwasserrohre, die große Orgel und der Wein- und Spirituosenbestand versteigert. 1903 wurde das Gebäude abgerissen, und seit 1912 befindet sich an dieser Stelle die Westminster Central Hall.

## Das Theater

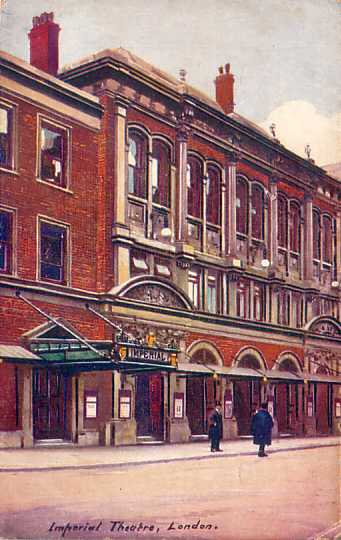
Das Imperial Theatre (ca. 1880)

Das Aquarium Theatre am westlichen Ende des Royal Aquarium wurde am 15. April 1876 eröffnet. Das Theatergebäude wurde ebenfalls von Bedborough entworfen und von der Firma Messrs Lucas Brothers mit einer Kapazität von rund 1300 Plätzen errichtet. Henry Jones (1822–1900) baute für das Royal Aquarium unter der Aufsicht von Sullivan eine große Konzertorgel.
The School for Scandal von Richard Brinsley Sheridan wurde 1877 am Theater aufgeführt, ebenso wie eine Wiederaufnahme von William Schwenck Gilberts Adaption von Great Expectations. Der populäre Shakespeare-Darsteller Samuel Phelps hatte 1878 seinen letzten Auftritt am Theater. 1879 wurde das Theater in Imperial Theatre umbenannt. The Beaux Strategem von George Farquhar, She Stoops to Conquer von Goldsmith und The Poor Gentleman wurden in jenem Jahr im Theater aufgeführt. Shakespeares As You Like It und Anne Mie von Roster Faasen wurden 1880 am Theater gespielt, ebenso wie die komische Oper Billee Taylor, komponiert von Edward Solomon, mit einem Libretto von Henry Pottinger Stephens. 1882 trat Lillie Langtry am Theater in Tom Taylors An Unequal Match auf. Good as Gold von Matthews Mone, Die Kameliendame (eine englische Adaption des Stücks von Dumas) und Auld Robin Gray von George Roy wurden hier 1883 gespielt, ebenso wie Aurora Floyd von J. B. Ashley und Cyril Melton, 1885. A Fast Life von Hubert O’Grady wurde 1898 aufgeführt.
1898 wurde das Theater von Walter Emden umfangreich umgebaut, und 1901 wurde es von Frank Verity für Lillie Langtry, die das Theater 1900 übernahm, umgebaut. Die Kapazität wurde auf 1150 Plätze reduziert, mit einer Bühnenbreite von 62 ft (19 m) und einer Tiefe von 40 ft (12 m). Langtry eröffnete das Theater 1901 mit Bertons A Royal Necklace. Das Theater präsentierte Everyman im Jahr 1902 und Wenn wir Toten erwachen von Henrik Ibsen im Januar 1903. Auch George Bernard Shaws The Admirable Bashville wurde 1903 hier gespielt. Trotz des hohen Niveaus seiner Produktionen war das Theater nicht erfolgreich, und Langtry zog sich 1903 zurück.
Nachdem das Royal Aquarium 1903 abgerissen worden war, blieb das Imperial Theatre an diesem Ort bestehen, bis es ebenfalls 1907 endgültig geschlossen und abgerissen wurde. Das Innere des Theaters wurde gerettet und 1909 als Imperial Palace in Canning Town wiederaufgebaut.

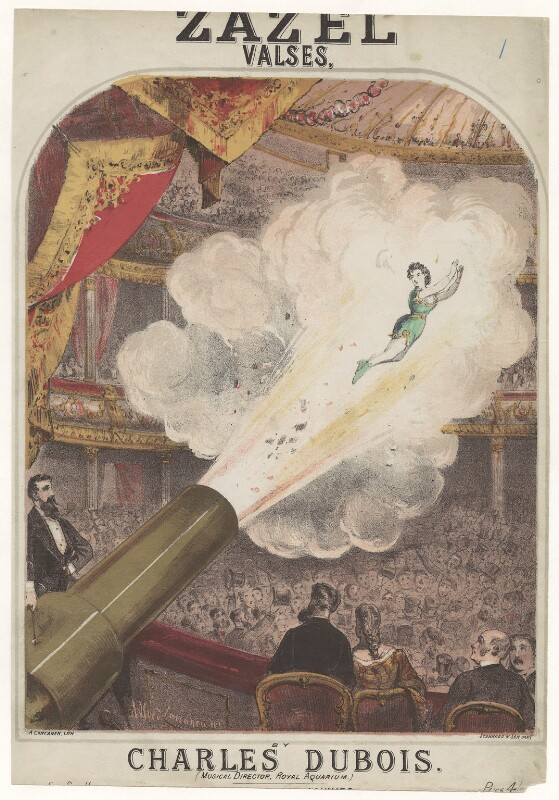
Zazel als fliegende Kanonenkugel im Aquarium
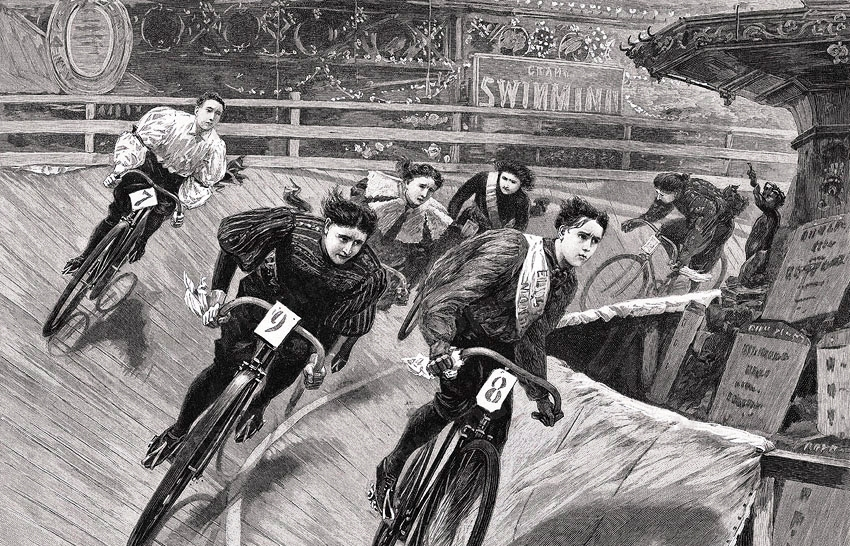
Damen-Sechstagerennen im November 1896
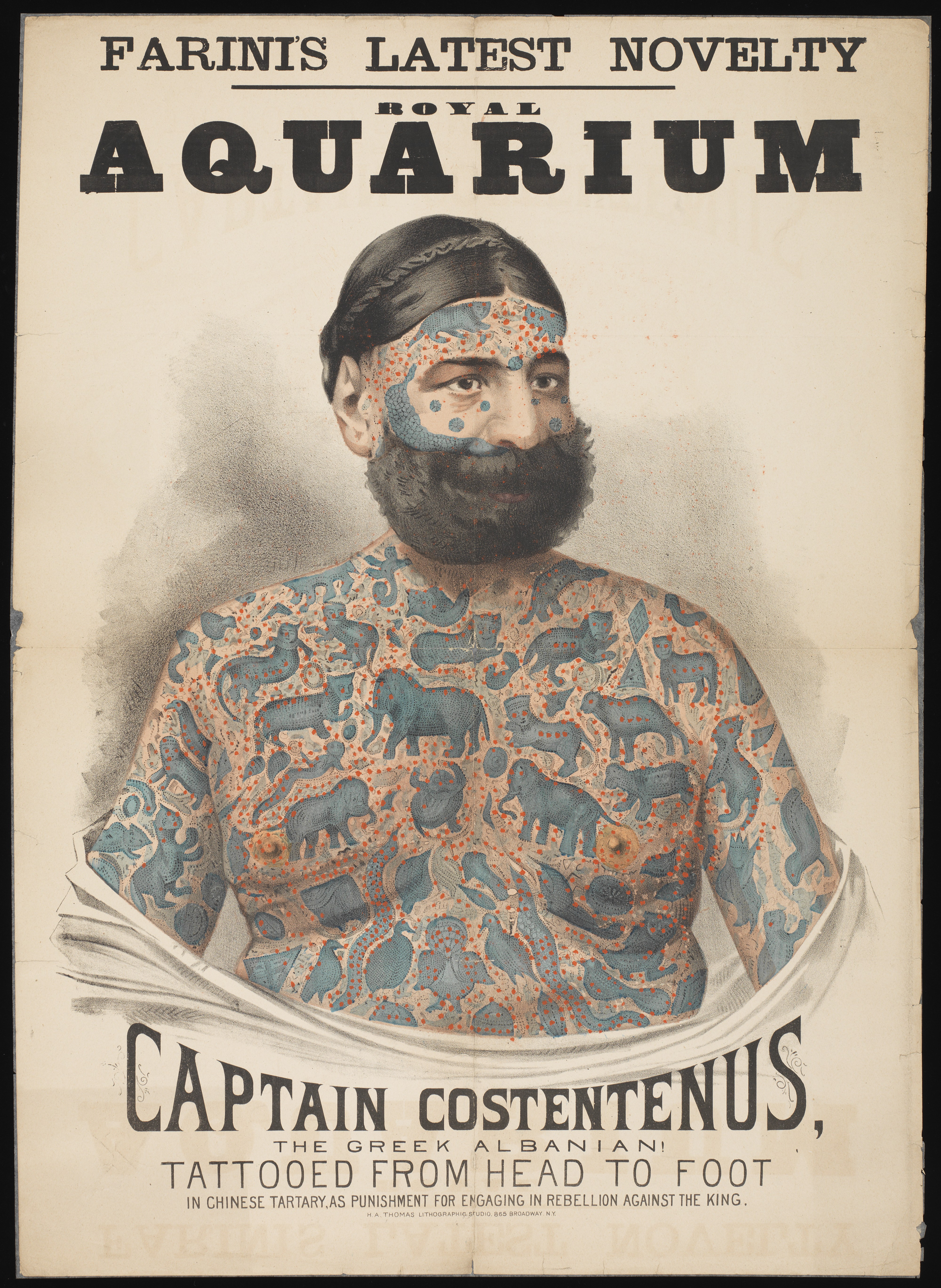
Captain Costentenus
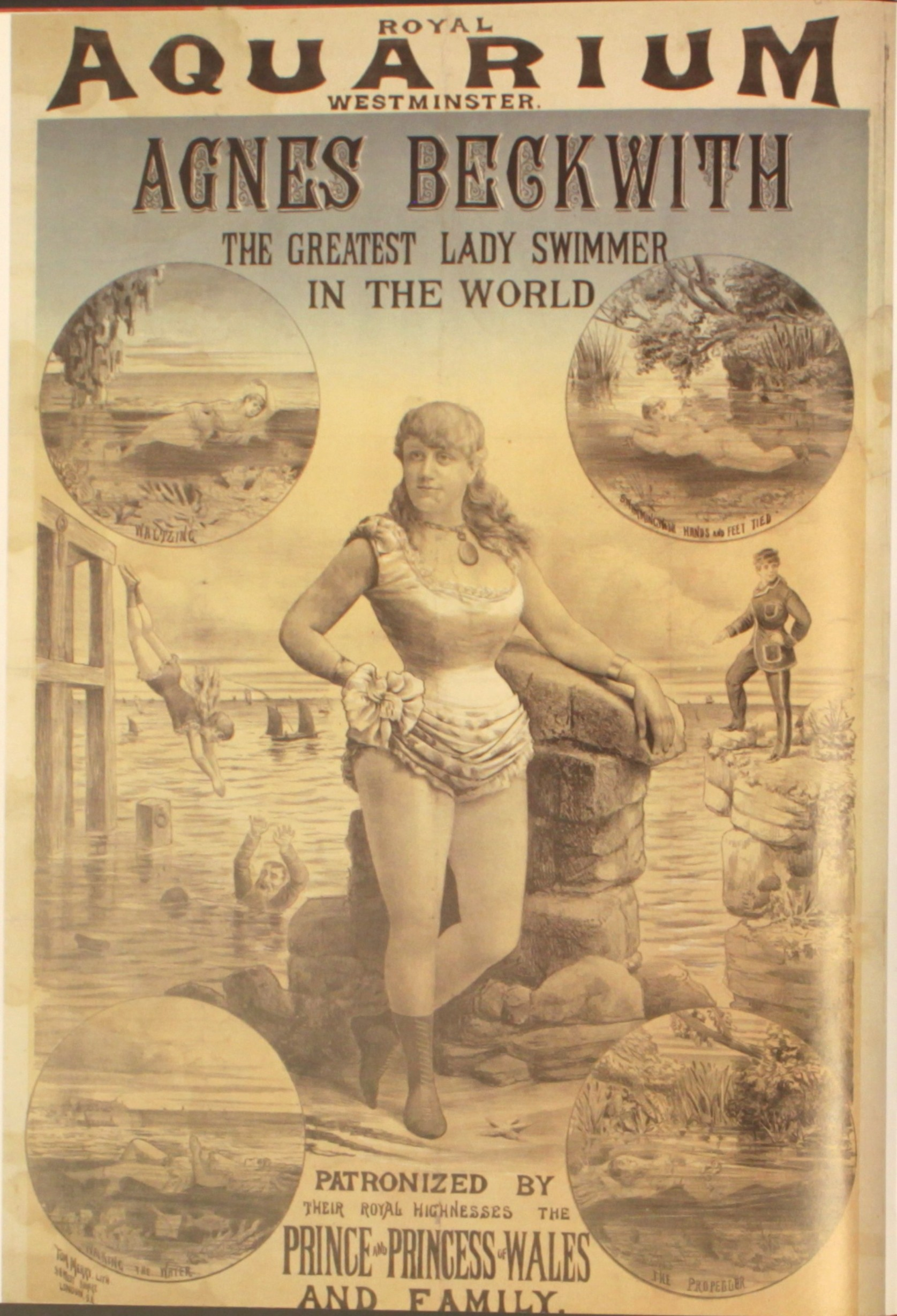
Agnes Beckwith, „Greatest Woman Swimmer in the World“
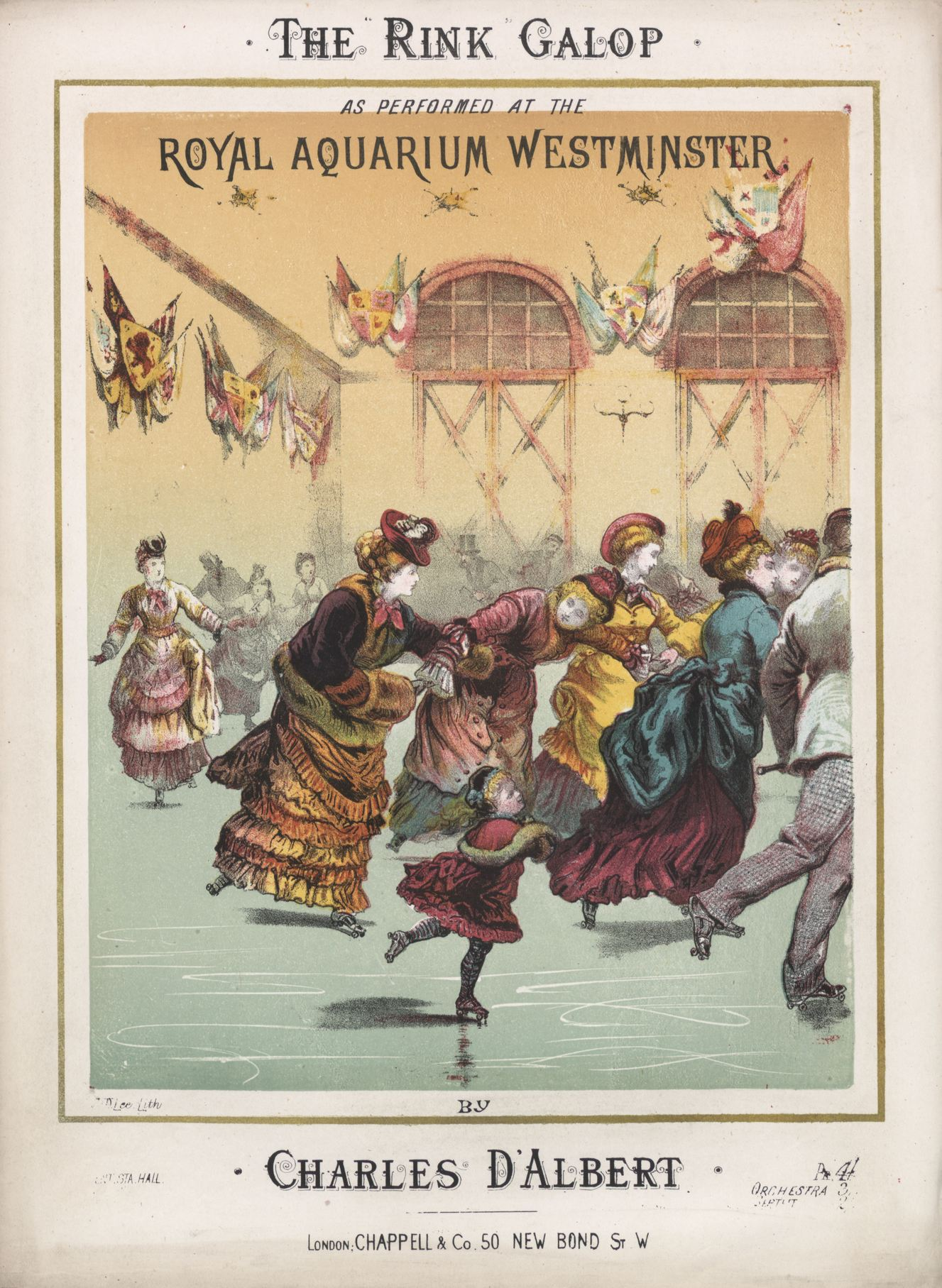
Partitur des Rink Galop Score, mit einer Abbildung aus dem Aquarium